# ميك براون (فيزيائي)
ميك براون هو فيزيائي كندي، ولد في 1936.